# Enguerrand II
Enguerrand II de Ponthieu i I d'Aumale († 1053) va ser comte de Ponthieu i senyor d'Aumale de 1052 a 1053. Era fill d'Hug II, comte de Ponthieu, i de Berta, senyora d'Aumale.
Va succeir el novembre de 1052 al seu pare que l'havia fet casar-se amb Adelaida I de Normandia de Normandia, filla de Robert el Magnífic, duc de Normandia. Una de les germanes d'Enguerrand II s'havia casat igualment amb Guillem d'Arques., comte d'Arques, fill de Ricard II de Normandia i de Pàpia.
Guillaume d'Arques es va revoltar contra el seu nebot el duc Guillem al començament de l'any 1053, sostingut pel rei Enric I de França. Enguerrand II, llavors contrari al duc Guillem, va combatre per sostenir Guillem d'Arques, però va resultar mort el 25 d'octubre de 1053 en el moment de combats lliurats a Saint-Aubin-sur-Scie.
De la seva esposa Adelaida I de Normandia, va deixar dues filles:
- Adelaida, citada el 1098
- Elisenda, casada abans de 1091 amb Hug II de Campdavaine, comte de Saint Pol

Després de la mort d'Enguerrand II, el duc Guillem va confiscar la senyoria d'Aumale a la seva germana Adela o Adelaida, vídua d'Enguerrand, que es va casar de nou amb Lambert de Boulogne, comte de Lens, i després amb Eudes de Xampanya, que va esdevenir així comte d'Aumale. El Ponthieu va passar a Guiu I, el germà d'Enguerrand II.